# 로살린다 첼렌타노
로살린다 첼렌타노(Rosalinda Celentano, 1968년 7월 15일 ~ )는 이탈리아의 배우이다.